# Drágatanya
Drágatanya (románul: Draga) település Romániában, Erdélyben, Beszterce-Naszód megyében.

## Fekvése
Mezőszilvás mellett fekvő település.

## Története
Drágatanya korábban Mezőszilvás része volt. 1956-ban vált külön településsé 53 lakossal. 1966]-os népszámláláskor 45, 1977-ben 136, 1992-ben és a 2002-es népszámláláskor is 52 román lakosa volt.